# Интенсивное сельское хозяйство
Интенсивное сельское хозяйство — сельскохозяйственное производство, характеризующееся низким севооборотом и высоким уровнем использования ресурсов, таких как капитал и труд или интенсивным использованием пестицидов и химических удобрений по отношению к площади.
Противопоставляется многим видам традиционного сельского хозяйства, в котором выход на единицу площади является ниже. С интенсификацией сельского хозяйства использование энергии, как правило, растёт. Изначально необходимый труд обеспечивался людьми, позже с добавлением животных, а в настоящее время дополнен или заменен машинами. Интенсификация сельского хозяйства является естественной реакцией на рост численности населения, так как позволяет производить больше еды на таком же количестве земли.
Интенсивное животноводство представляет собой очень большое количество животных, выращенных на ограниченном пространстве, которые требуют большое количество пищи, воды и медицинского ухода (необходимо держать животных здоровыми в стесненных условиях). Очень большие или ограниченные в помещении образцы интенсивного животноводства (особенно в США) часто подвергаются критике со стороны оппонентов за низкий уровень стандартов по защите животных и связанные с этим проблемы загрязнения и охраны здоровья.
Современные формы интенсивного выращивания злаковых связаны с использованием механической вспашки, химических удобрений, регуляторов роста растений и пестицидов. Это связано с ростом механизации сельского хозяйства, что позволило существенно увеличить производство, но также резко возросло загрязнение окружающей среды за счет увеличения эрозии и отравления воды сельскохозяйственными химикатами.
Методы современного интенсивного земледелия включают инновации в сельскохозяйственной технике и сельскохозяйственных методах, генетические технологии, методы для достижения эффекта масштаба в производстве, создание новых рынков, применение патентной защиты генетической информации, общемировую торговлю. Эти методы широко распространены в развитых странах и во всем мире. 
Бо́льшая часть мяса, молочных продуктов, яиц, фруктов и овощей, доступных в супермаркетах, производятся с помощью этих методов промышленного сельского хозяйства.